# Хаависто, Пекка
Пе́кка О́лави Ха́ависто (фин. Pekka Olavi Haavisto; род. 23 марта 1958, Хельсинки) — финский политический и государственный деятель. Член партии «Зелёный союз». В прошлом — министр иностранных дел Финляндии (2019—2023), председатель партии «Зелёный союз» (1993—1995 и 2018—2019), председатель «Европейской партии Зелёных» (2000—2006), министр по вопросам развития Финляндии (2013—2014), министр окружающей среды и развития Финляндии (1995—1999).
Кандидат на выборах президента Финляндии 2012 (вышел во второй тур, набрав более миллиона голосов), 2018 и 2024 годов.
Открытый гей, состоит в гомосексуальном союзе с выходцем из Эквадора Нексаром Антонио Флоресом.

## Биография
Родился 23 марта 1958 года в Хельсинки.
Был приглашенным исследователем в Институте международных дел, специализирующемся на России и вопросах, связанных с новыми угрозами безопасности. Работал приглашенным лектором в Бристольском университете по тематике международных экологических проблем.
Регулярно читает лекции в Университете Хельсинки и Школе НАТО в Обераммергау.

### Политическая карьера
В 1987—1995 и 2007 годах работал в руководстве партии Зелёный союз (в 1993—1995 годах — председатель партии).
С 1995 по 1999 годы работал министром окружающей среды и развития в первом кабинете Липпонена.
С 2000 по 2006 годы был председателем Европейской партии Зелёных и курировал программы ООН по окружающей среде, был экспертом ЮНЕП.
17 октября 2013 года был назначен министром по вопросам развития Финляндии (министром по делам сотрудничества в целях развития) в кабинете Катайнена. Он сменил на этом посту другого представителя Зелёных, Хейди Хаутала, которая 11 октября 2013 года объявила о своём уходе в отставку, взяв на себя ответственность за факт незаконного давления министерства на руководство госкомпании Arctia Shipping в 2012 году. В кабинете Стубба, сформированном в июне 2014 года, сохранил за собой этот портфель, однако уже в сентябре того же года Зелёный союз в связи с одобрением кабинетом Стубба обновления лицензии Fennovoima на строительство АЭС Ханхикиви-1 вышел из правящей коалиции.
В связи с назначением на министерский пост отказался от участия в 2014 году в выборах в Европарламент и заявил о намерении участвовать в парламентских выборах 2015 года. Зелёный союз на них занял 5-е место и получил 15 мандатов.
3 ноября 2018 года на партийном собрании, прошедшем в Хельсинки, был избран новым председателем партии «Зелёных», сменив на этом посту Тоуко Аалто. Его единственным соперником была бывшая глава парламентской фракции «Зелёных» Оути Аланко-Кахилуото. Хаависто был избран на срок до следующего партийного собрания. Как и планировалось, Хаависто не стал выдвигать свою кандидатуру на новый срок — и 15 июня 2019 года на прошедшем в Пори партийном съезде новым лидером была избрана Мария Охисало.
6 июня 2019 года получил портфель министра иностранных дел в кабинете Ринне, 10 декабря — в кабинете Марин. 20 июня 2023 года правительство Марин ушло в отставку.
5 июля 2022 года подписал протокол по вступлению Финляндии в НАТО.

### Президентские выборы (2012)
11 июня 2011 года Хаависто был выдвинут от партии Зелёный союз в качестве кандидата на пост президента на выборах президента Финляндии 2012 года.
22 января 2012 года в первом туре президентских выборов Хаависто набрал 18,8 % голосов и вышел во второй тур вместе с набравшим 37 % голосов Саули Нийнистё, кандидатом от партии Национальная коалиция. 5 февраля 2012 года состоялся второй тур выборов, в котором победил Нийнистё, а Хаависто набрал 1 076 957 (37,4 %) голосов. По данным социологического опроса, проведённого в марте 2012 года по заказу газеты Helsingin Sanomat, гомосексуальность Пекка Хаависто стала второй по значимости причиной, по которой третья часть избирателей проголосовала за Саули Нийнистё.

### Президентские выборы (2018)
12 февраля 2017 года Хаависто был выдвинут от партии Зелёный союз в качестве кандидата на пост президента на выборах президента Финляндии 2018 года. По его словам, на принятие им решения о выдвижении своей кандидатуры повлияла нынешная международная обстановка: он считает необходимым во время предвыборной кампании поднять вопросы, касающиеся общечеловеческих ценностей, а также будущего Финляндии и её государственной безопасности. Занял на выборах второе место после Саули Ниинистё, набрав 12,4 % голосов.

### Президентские выборы (2024)
8 июня 2023 года, накануне партийного съезда в Сейняйоки выдвинул свою кандидатуру на пост президента на выборах президента Финляндии 2024 года. Хаависто будет баллотироваться от избирательного объединения (не менее 20 тыс. избирателей), а не от «Зелёных».

## Личная жизнь, финансовое положение
Гомосексуал, с 2002 года состоит в однополом союзе с выходцем из Эквадора Нексаром Антонио Флоресом (род. 1978), стилистом в одном из парикмахерских салонов Хельсинки.
По состоянию на начало 2012 года Хаависто не имел ни ценных бумаг, ни собственной жилплощади, несмотря на годовой доход свыше 100 000 евро.

## Труды
- Inter-rail-opas. Porvoo, Helsinki, Juva: WSOY, 1978. ISBN 951-0-08595-2
- Nuori Eurooppa. Inter-rail opas. Porvoo, Helsinki, Juva: WSOY, 1986. ISBN 951-0-13604-2
- Kesä Balkanilla. Helsinki: Wutum, 1999. ISBN 951-98391-0-0
- Afrikan tähteä etsimässä. Helsinki: Taloustieto, 2010. ISBN 978-951-628-499-9
- Hatunnosto. Helsinki: Kirjapaja, 2010. ISBN 978-952-247-120-8
- Anna mun kaikki kestää. Sovinnon kirja. Helsinki: WSOY, 2011. ISBN 978-951-0-38578-4